# Adelphithrips dolus
Adelphithrips dolus är en insektsart som beskrevs av Laurence A. Mound och Walker 1982. Adelphithrips dolus ingår i släktet Adelphithrips och familjen smaltripsar. Inga underarter finns listade i Catalogue of Life.